# West Haven-Sylvan
West Haven-Sylvan és una concentració de població designada pel cens dels Estats Units a l'estat d'Oregon. Segons el cens del 2000 tenia 7.147 habitants.

## Demografia
Segons el cens del 2000, West Haven-Sylvan tenia 7.147 habitants, 3.395 habitatges, i 1.738 famílies. La densitat de població era de 1.033,5 habitants per km².
Dels 3.395 habitatges en un 20,5% hi vivien nens de menys de 18 anys, en un 44,3% hi vivien parelles casades, en un 4,8% dones solteres, i en un 48,8% no eren unitats familiars. En el 36,6% dels habitatges hi vivien persones soles el 7,2% de les quals corresponia a persones de 65 anys o més que vivien soles. El nombre mitjà de persones vivint en cada habitatge era de 2,09 i el nombre mitjà de persones que vivien en cada família era de 2,81.
Per edats la població es repartia de la següent manera: un 17,6% tenia menys de 18 anys, un 9,8% entre 18 i 24, un 33,3% entre 25 i 44, un 28% de 45 a 60 i un 11,3% 65 anys o més.
L'edat mediana era de 38 anys. Per cada 100 dones de 18 o més anys hi havia 96,3 homes.
La renda mediana per habitatge era de 56.286 $ i la renda mediana per família de 82.928 $. Els homes tenien una renda mediana de 53.641 $ mentre que les dones 41.169 $. La renda per capita de la població era de 39.055 $. Aproximadament el 2% de les famílies i el 4,7% de la població estaven per davall del llindar de pobresa.

## Poblacions més properes
El següent diagrama mostra les poblacions més properes.